# Atletismo nos Jogos Olímpicos de Verão de 2016 - 10000 m feminino
A competição dos 10000 metros rasos feminino do atletismo nos Jogos Olímpicos de Verão de 2016 aconteceu no dia 12 de agosto no Estádio Olímpico.

## Calendário
Horário local (UTC-3).
| Data                        | Horário | Fase  |
| --------------------------- | ------- | ----- |
| Sexta, 12 de agosto de 2016 | 11:10   | Final |

## Medalhistas
| Ouro   | ETH Almaz Ayana      |
| Prata  | KEN Vivian Cheruiyot |
| Bronze | ETH Tirunesh Dibaba  |

## Recordes
Antes desta competição, os recordes mundiais e olímpicos da prova eram os seguintes:
| Tipo | Atleta          | Tempo    | Local  | Data                  |
| ---- | --------------- | -------- | ------ | --------------------- |
|      | Wang Junxia     | 29:31.78 | Pequim | 8 de setembro de 1993 |
|      | Tirunesh Dibaba | 29:54.66 | Pequim | 15 de agosto de 2008  |

Os seguintes novos recordes foram estabelecidos durante esta competição:
| Data         | Prova | Atleta      | Nacionalidade | Tempo    | Recordes |
| ------------ | ----- | ----------- | ------------- | -------- | -------- |
| 12 de agosto | Final | Almaz Ayana | Etiópia       | 29:17.45 | ,        |

## Resultados
| Pos.              | Atleta                    | CON                        | Tempo    | Notas                |
| ----------------- | ------------------------- | -------------------------- | -------- | -------------------- |
| Medalha de ouro   | Almaz Ayana               | ETH Etiópia                | 29:17.45 | ,                    |
| Medalha de prata  | Vivian Cheruiyot          | KEN Quênia                 | 29:32.53 | Recorde nacional     |
| Medalha de bronze | Tirunesh Dibaba           | ETH Etiópia                | 29:42.56 | Recorde pessoal      |
| 4                 | Alice Aprot Nawowuna      | KEN Quênia                 | 29:53.51 | Recorde pessoal      |
| 5                 | Betsy Saina               | KEN Quênia                 | 30:07.78 | Recorde pessoal      |
| 6                 | Molly Huddle              | USA Estados Unidos         | 30:13.17 | Recorde da América   |
| 7                 | Yasemin Can               | TUR Turquia                | 30:26.41 | Recorde pessoal      |
| 8                 | Gelete Burka              | ETH Etiópia                | 30:26.66 | Recorde pessoal      |
| 9                 | Karoline Bjerkeli Grøvdal | NOR Noruega                | 31:14.07 | Recorde pessoal      |
| 10                | Eloise Wellings           | AUS Austrália              | 31:14.94 | Recorde pessoal      |
| 11                | Emily Infeld              | USA Estados Unidos         | 31:26.94 | Recorde pessoal      |
| 12                | Sarah Lahti               | SWE Suécia                 | 31:28.43 | Recorde nacional     |
| 13                | Diane Nukuri              | BDI Burundi                | 31:28.69 | Recorde nacional     |
| 14                | Susan Kuijken             | NED Países Baixos          | 31:32.43 |                      |
| 15                | Jo Pavey                  | GBR Grã-Bretanha           | 31:33.44 | , WMR                |
| 16                | Jess Andrews              | GBR Grã-Bretanha           | 31:35.92 | Recorde pessoal      |
| 17                | Alexi Pappas              | GRE Grécia                 | 31:36.16 | Recorde nacional     |
| 18                | Yuka Takashima            | JPN Japão                  | 31:36.44 |                      |
| 19                | Darya Maslova             | KGZ Quirguistão            | 31:36.90 | Recorde nacional     |
| 20                | Hanami Sekine             | JPN Japão                  | 31:44.44 |                      |
| 21                | Dominique Scott           | RSA África do Sul          | 31:51.47 | Recorde pessoal      |
| 22                | Natasha Wodak             | CAN Canadá                 | 31:53.14 | Recorde da temporada |
| 23                | Alia Saeed Mohammed       | UAE Emirados Árabes Unidos | 31:56.74 |                      |
| 24                | Sitora Hamidova           | UZB Uzbequistão            | 31:57.77 | Recorde nacional     |
| 25                | Lanni Marchant            | CAN Canadá                 | 32:04.21 | Recorde da temporada |
| 26                | Carla Salomé Rocha        | POR Portugal               | 32:06.05 |                      |
| 27                | Salome Nyirarukundo       | RWA Ruanda                 | 32:07.80 |                      |
| 28                | Jip Vastenburg            | NED Países Baixos          | 32:08.92 |                      |
| 29                | Trihas Gebre              | ESP Espanha                | 32:09.67 | Recorde da temporada |
| 30                | Veronica Inglese          | ITA Itália                 | 32:11.67 |                      |
| 31                | Tatiele de Carvalho       | BRA Brasil                 | 32:38.21 |                      |
| 32                | Brenda Flores             | MEX México                 | 32:39.08 | Recorde da temporada |
| 33                | Marielle Hall             | USA Estados Unidos         | 32:39.32 |                      |
| 34                | Beth Potter               | GBR Grã-Bretanha           | 33:04.34 |                      |
| 35                | Marisol Romero            | MEX México                 | 35:33.03 |                      |
| –                 | Ekaterina Tunguskova      | UZB Uzbequistão            | DNF      |                      |
| –                 | Juliet Chekwel            | UGA Uganda                 | DNF      |                      |

Legenda
| Recorde mundial      | Recorde mundial (World record)               |                       | Recorde africano                      | Recorde africano (African) |                                           | Q | Classificado por posição (Qualified) |
| Recorde olímpico     | Recorde olímpico (Olympic record)            | Recorde da América    | Recorde da América (Americas)         | q                          | Classificado por melhor tempo (Qualified) |   |                                      |
| Melhor marca do ano  | Melhor marca do ano (World leading)          | Recorde asiático      | Recorde asiático (Asian)              | DNS                        | Não largou (Did not start)                |   |                                      |
| Recorde nacional     | Recorde nacional (National record)           | Recorde europeu       | Recorde europeu (European)            | DNF                        | Não terminou (Did not finish)             |   |                                      |
| Recorde pessoal      | Recorde pessoal do atleta (Personal best)    | Recorde da Oceania    | Recorde da Oceania (Oceania)          | DSQ / DQ                   | Desclassificado (Disqualified)            |   |                                      |
| Recorde da temporada | Recorde da temporada do atleta (Season best) | Recorde sul-americano | Recorde sul-americano (South America) | NM                         | Sem marca (No mark)                       |   |                                      |